# Kimbern
Die Kimbern oder Zimbern (früher auch Cimbern geschrieben; lateinisch Cimbri; altgriechisch Κίμβροι Kímbroi) waren ein germanischer Volksstamm, der mutmaßlich aus dem nördlichen Jütland stammte (siehe auch Himmerland). Gemeinsam mit den Teutonen und Ambronen zogen sie um das Jahr 120 v. Chr. aus ihrem Siedlungsgebiet im Norden Mitteleuropas nach Süden (Kimbernkriege).

## Nähere Darstellung

### Auszug aus dem ursprünglichen Siedlungsgebiet

Wanderzüge der Kimbern und Teutonen

Die antiken Quellen geben eine Sturmflut als Ursache für die Auswanderung der Kimbern, Teutonen und Ambronen an. Doch vermutlich kamen Klimaveränderungen hinzu. Nach einer Wärmephase zwischen 2000 und 800 v. Chr. kühlte sich das Klima in Nordeuropa ab. Als Folge davon kam es zu Ernteausfällen und Hungersnöten, die die Bevölkerung dazu zwangen, nach fruchtbarem Land zu suchen. Ihr Zug nach Süden führte sie nach Böhmen, wo sie auf die Boier gestoßen sein müssen, Schlesien und Mähren, dann ins Gebiet der Skordisker im Donau-/Savegebiet und schließlich in die Ostalpen, wo Noriker und Taurisker ansässig waren.

### Erstes Treffen mit den Römern/Schlacht bei Noreia
Im Jahre 113 v. Chr. trafen Kimbern, Teutonen und Ambronen in der heutigen Steiermark zum ersten Mal auf Römer. Der römische Konsul Gnaeus Papirius Carbo ließ die Alpenpässe sperren, um die Germanen am Marsch in Richtung Rom zu hindern. Obwohl die Germanen versprachen, friedlich weiterzuziehen und nach Siedlungsland zu suchen, lockten die Römer sie in eine Falle: Carbo gab ihnen Führer mit, die ihnen angeblich behilflich sein sollten, geeignetes Siedlungsland zu finden. Von Carbo hatten die Führer jedoch die Anweisung, einen längeren Umweg zu machen, damit er sie aus dem Hinterhalt angreifen konnte. Während die Kimbern in der Nähe von Noreia rasteten, griffen zwei römische Legionen mit einer Stärke von 12.000 Mann an. Sie wurden in der Schlacht von den Germanen vernichtend geschlagen. Nur ein einsetzendes Gewitter konnte das römische Heer vor der totalen Vernichtung retten: Aus Angst, der Gott Donar könnte den Himmel einstürzen lassen, flohen die Germanen. Historische Quellen hierfür sind insbesondere Appian und Strabo.

### Weiterzug nach Gallien
Darauf zogen die Kimbern, Teutonen und Ambronen über Helvetien nach Gallien, wo sie im Jahre 109 v. Chr. nahe der italienischen Grenze wiederum siegreich waren, diesmal gegen Marcus Iunius Silanus. Die Tiguriner, ein helvetischer Stamm, der sich ihnen angeschlossen hatte, schlugen 107 v. Chr. die Römer unter Lucius Cassius Longinus (Schlacht bei Agen). 105 v. Chr. folgte ein weiterer Sieg gegen Quintus Servilius Caepio in der Nähe von Arausio (Orange).

### Weiterzug auf die Iberische Halbinsel und nach Italien
Eine mehrere Jahre dauernde Wanderung nach Westen brachte die Stämme bis auf die Iberische Halbinsel, bevor sie sich wieder Richtung Italien wandten. Hier trennten sich die Teutonen und Ambronen von den Kimbern. Erstere zogen von Westen, letztere von Norden nach Italien ein. Diese Trennung sollte das Schicksal der Stämme besiegeln.

### Der Untergang der Kimbern und Teutonen
Im Jahre 102 v. Chr. wurden die Teutonen (unter Teutobodus oder Teutobuches) und Ambronen von Gaius Marius bei Aquae Sextiae (heute Aix-en-Provence) besiegt, 101 v. Chr. unterlagen die Kimbern (unter Boiorix) in der Poebene bei Vercellae den Truppen des Marius und denen des Quintus Lutatius Catulus mit über 50.000 Soldaten.

## Historische Bedeutung der Kimbern
Die Kimbern stellen mit ihrem Zug durch Europa die erste einer langen Reihe von Konfrontationen zwischen den Germanen und dem Römischen Reich dar. Zu dieser Zeit brachte Rom sie aber eher mit den Galliern als mit den Germanen in Verbindung. Erst Caesar, der alle Völker östlich des Rheins als Germanen ansah, verwendete diesen Begriff ca. 50 Jahre später in seinem Werk De Bello Gallico. Dies kann jedoch durchaus als nachträgliche politische Namensgebung aufgefasst werden.
Die Beschreibung der Kimbern prägte das antike, aber auch das moderne, klischeehafte Germanenbild vom blonden, großen und wilden Volk. Zeitzeugenberichte existieren nicht. Plutarch beschreibt sie jedoch als überaus zahlreich, schrecklich anzuschauen und mit lauter Stimme, beinahe tiergleich. Der Zug der Kimbern wird in der Antike durchweg als barbarischer Raubzug beschrieben. Dies muss aus heutiger Sicht allerdings kritisch betrachtet werden. So sieht die moderne Forschung den Zug der Kimbern eher als Migrationsbewegung einzelner Stämme auf der Suche nach Siedlungsland denn als Raubzug.

## Die Bedeutung der Kimbern und Teutonen für die Sprachwissenschaft
Der Name der Kimbern und Teutonen wird bei römischen Schriftstellern ausnahmslos als cimbri teutonique wiedergegeben, was aus linguistischer Sicht überraschend ist. Zu erwarten wäre vielmehr die Schreibung *chimbri theudonique, jedenfalls wenn im Heimatgebiet dieser Völker um 120 v. Chr. die Erste Lautverschiebung bereits vollzogen gewesen wäre. Diese bewirkte nämlich u. a. die Veränderung von anlautend „k“ zu „ch“ und „t“ zu „th“. Auch der Diphthong eu im Stammesnamen teutoni ist archaisch, in später überlieferten germanischen Texten und Inschriften, einschließlich der bei antiken Schriftstellern als Fremdwörter überlieferten germanischen Lexeme und Namen, erscheint indogermanisch *eu durchgehend als iu.
Diese Beobachtung hat zusammen mit einigen weiteren Hinweisen zu einer Hypothese geführt, dernach das von den Kimbern und Teutonen gesprochene Idiom die Erste Lautverschiebung noch nicht vollzogen habe, sondern es sich dabei um (spätes) Prägermanisch und nicht um eine Form der in der Literatur als „urgermanisch“ bezeichneten Sprache gehandelt habe. Allerdings sind andere Erklärungen denkbar, etwa eine Vermittlung dieser Namen durch das Keltische.